# Гранд хотел „Ислях хане“
Гранд хотел „Ислях хане“ е историческа сграда в град Русе, България.
Това е първият хотел по българските земи, наричан според източниците „гранд хотел“. Той е разположен в централната част на дунавския град, на т.нар. „Консулска улица“, и през XIX век е обграден от сградите на различни чуждестранни дипломатически служби. В „Ислях хане“ гостуват политици, дипломати, пътешественици, търговци. След Освобождението на България княз Александър Батенберг посреща в него короновани особи. Хотелът е и родното място на прочутата торта „Гараш“.

## История
Мидхат паша, валията на Дунавския вилает, създава нова образователна институция „Исляххане“. Мястото наподобява днешните сиропиталища за деца, като целта обаче е децата не просто да имат къде да живеят, а да получат образование и занаят. За нуждите на „Исляххане“ от Цариград са изпратени учебници, от които децата да четат и да се учат – момчетата усвоявали печатарство, обущарство, килимарство, а момичетата – ръкоделие.
Малко по-късно се ражда идеята да бъде създаден хотел със същото име – „Ислях хане“. Идеята е властите да изкарват допълнително средства от хотела, които да бъдат давани за издръжка на сиропиталищата. По тази причина хотелът носи същото име като образователните центрове за деца. Хотелът е построен върху терен, предоставен от османските власти. Строител е уста-баши Станчо Драгошинов.

## Откриване и развитие
Хотел „Ислях хане“ е официално открит на 6 януари 1866 г., като освен помещения за отдих, в него се помещава и голям и изискан ресторант. Въпреки че идеята е хотелът да носи приходи за благородна цел, през първите 8 месеца, когато се самоуправлява, печалбата не е голяма – 4139 гроша. Властите отчитат, че това не е успешна схема и се взима решение „Ислях хане“ да започне да се отдава под наем. Първият наемател е италиански бизнесмен, който на 13 септември 1867 г. сключва 5-годишен договор за наем. Новият модел на управление дава резултати, защото през първата година наемът възлиза на 25 000 гроша, а през петата вече е 42 500 гроша.
В хотела са организирани балове, концерти, уроци по европейски танци и театрални представления. Сред тях е популярната комедия „Многострадална Геновева“, а през октомври 1871 г. и комедията на Добри Войников – „Криворазбрана цивилизация“. За двете представления дори се появяват реклами в местния вестник „Дунав“ – издание, излизащо на турски и български език. За забавление на гостите на хотела пък често са канени музиканти и певици.
След Освобождението на България „Ислях хане“ продължава да играе значима роля за важни приеми. В чест на княз Александър Батенберг се организират балове. По време на своето управление той посещава хотела многократно. Там той се среща с други кралски величия – с шведския крал Оскар II, със сръбския Милан Обренович, с румънския крал Карол I. При гостуването на княз Батенберг в „Ислях хане“ стопани на хотела вече са унгарският сладкар Коста Гараш и снаха му Терезия Гараш, съпруга на брат му Йохан (Иван) Гараш, който пък отваря пекарна. Семейство Гараш поема управлението на „Ислях хане“ при пристигането си в Русе.

## Изглед и архитектура
През 1871 г. в „Ислях хане“ гост е австроунгарският пътешественик и учен Феликс Каниц, който публикува своите впечатления от Балканите, които помагат много за опознаването на нашите земи. Освен описания, той прилага и свои картини. Каниц споделя в няколко реда за русенския гранд хотел:

„На първия етаж има голяма зала, която през зимата се използва за приеми, балове и за оперетни и комедийни представления. Ресторантът е на приземния етаж, където се предлага табл дот (хранене на голяма обща маса, където се сервират ястията от дневното меню) и ала карт (избор от меню). В допълнение на това има и бюфет с унгарски и френски вина и някои гръцки, френски и български вестници, но изненадващо няма нито един немски.“

Феликс Каниц обръща внимание на факта, че липсват вестници на немски език, като собственикът се извинява много вежливо с обяснението, че немците обикновено знаят много езици и поне могат да четат на френски, нещо, което не важи за хората от другите националности. Обещава, че ще направи в бъдеще абонамент и за немски периодични издания. Друг интересен щрих от спомените на Каниц е за градината на хотела, от която е имало хубава гледка към Дунава и отсрещния румънски бряг.
Вестник „Дунав“ описва удобствата, предоставяни през 60-те години на XIX век от „Ислях хане“ – има голям салон с гардеробна, сервизни помещения, бюфет с чужди вина и широка градина. Осем стаи са на приземния етаж, а 24 стаи са в подземните или горни етажи. Мебелировката е закупена от Виена.
Англичанинът Алберт де Бъртън, автор на книгата „10 месеца пътешествие на Изток“ (1870 г.), отделя една глава за Русе, в която споделя няколко реда за хотел „Ислях хане“. Бъртън го определя като един от двата добри хотела в града. Споделя, че „Ислях хане“ е считан за по-добрия. В него има билярдна зала и инструментална музика всяка вечер.

## Местоположение
„Ислях хане“ е разположен до руското консулство. До „Ислях хане“ е и Управлението на железниците. Преди това в тази сграда се е помещавал хотел „Гюл Шахин“ („Царска роза“), а след Освобождението става резиденция на княз Александър Батенберг.

## Краят на хотела
Дълги години „Ислях хане“ е най-модерният хотел в крайдунавския град. През XX век вече е с по-различна съдба. След второто десетилетие в сградата се настанява Русенската градска община. След това през 90-те години постройката е съборена.
На ул. „Княжеска“ 7 е теренът на някогашния бляскав гранд хотел „Ислях хане“. През 2015 година община Русе прави опити да го изгради пак чрез два конкурса, но те така и не успяват. Изискванията са за нова триетажна сграда с обща разгъната застроена площ 1455 m2 в автентичния вид на някогашния хотел.